# دووگیه (استان وارمی-ماسوری)
دووگیه (به لهستانی:  Długie) یک روستا در لهستان است که در گمینا کالینووو واقع شده‌است.